# Olszowo
Olszowo – część wsi Babsk położona w Polsce, w województwie lubelskim, w powiecie włodawskim, w gminie Urszulin. 
W latach 1975–1998 osada administracyjnie należała do województwa chełmskiego.
Faktycznie jest to osada leśna, praktycznie niezamieszkała, położona na skraju Poleskiego Parku Narodowego, za łąkami i pastwiskami, do której można dotrzeć polną drogą za starym cmentarzem parafialnym w Woli Wereszczyńskiej. Przez osadę prowadzi Poleski Szlak Konny.